# Данневант (Алабама)
Данневант (англ. Dunnavant) — переписна місцевість (CDP) в США, в окрузі Шелбі штату Алабама. Населення — 936 осіб (2020).

## Географія
Данневант розташований за координатами 33°30′31″ пн. ш. 86°31′47″ зх. д. / 33.50861° пн. ш. 86.52972° зх. д. (33.508673, -86.529843).  За даними Бюро перепису населення США в 2010 році переписна місцевість мала площу 48,47 км², з яких 45,86 км² — суходіл та 2,60 км² — водойми.

## Демографія
Згідно з переписом 2010 року, у переписній місцевості мешкала 981 особа в 376 домогосподарствах у складі 270 родин. Густота населення становила 20 осіб/км².  Було 451 помешкання (9/км²).
Расовий склад населення:
| - 96,7 % — білих - 0,7 % — корінних американців - 0,4 % — чорних або афроамериканців - 1,0 % — осіб інших рас |

До двох чи більше рас належало 1,1 %. Частка іспаномовних становила 2,3 % від усіх жителів.
За віковим діапазоном населення розподілялося таким чином: 24,9 % — особи молодші 18 років, 60,1 % — особи у віці 18—64 років, 15,0 % — особи у віці 65 років та старші. Медіана віку мешканця становила 40,5 року. На 100 осіб жіночої статі у переписній місцевості припадало 107,8 чоловіків;  на 100 жінок у віці від 18 років та старших — 106,4 чоловіків також старших 18 років.
Середній дохід на одне домашнє господарство  становив 64 752 долари США (медіана — 42 857), а середній дохід на одну сім'ю — 71 158 доларів (медіана — 46 193). За межею бідності перебувало 7,7 % осіб, у тому числі 3,5 % дітей у віці до 18 років та 17,0 % осіб у віці 65 років та старших.
Цивільне працевлаштоване населення становило 373 особи. Основні галузі зайнятості: освіта, охорона здоров'я та соціальна допомога — 26,8 %, будівництво — 18,0 %, мистецтво, розваги та відпочинок — 17,7 %.